# Смерть и завещание Моисея
Завещание и смерть Моисея (итал. Testamento e morte di Mosè) — фреска работы Луки Синьорелли и Бартоломео делла Гатта, написанная в период 1480—1482 гг. Расположена в Сикстинской капелле, Ватикан.

## История
27 октября 1480 года группа флорентийских художников прибыла в Рим, куда они были приглашены для участия в проекте по примирению между Лоренцо де Медичи, фактическим правителем Флорентийской республики и папой Сикстом IV. Весной 1481 года флорентийцы приступили к работе в Сикстинской капелле, вместе с Пьетро Перуджино, который начал работу ранее.
Ни Синьорелли, ни делла Гатта не упоминаются в официальных контрактах на работы в капелле и, скорее всего, они числились помощниками Перуджино. Позднее, уже после отъезда Перуджино, Синьорелли упоминается как автор фрески «Спор над телом Моисея» на восточной стене (позднее перерисованной Маттео да Лечче из-за разрушения архитрава).
Согласно Вазари в работе, помимо Синьорелли и делла Гатта, участвовал и Перуджино, но доля их взаимного участия неясна. 
Темой росписи стала параллель между историями Моисея и Иисуса Христа, как символ преемственности между Ветхим и Новым заветом, а так же преемственности между законом, данным Моисею и посланием Иисуса, который, в свою очередь, избрал Святого Петра (первого епископа Рима) своим преемником: это должно было послужить провозглашению законности наследников Святого Петра — римских пап.

## Описание
На фреске изображены последние эпизоды из жизни Моисея: две сцены на переднем плане и три на заднем. В каждой сцене Моисей легко узнаваем благодаря своим жёлто-зелёным одеждам. На фреске обильно использована золотая краска.
На заднем плане, Моисей на горе Нево получает от ангела жезл власти, позволяющий предводительствовать евреями на пути в Землю Обетованную. Ниже, Моисей спускается с горы с жезлом в руках. Справа на переднем плане 120-летний Моисей обращается к толпе с жезлом и книгой в руках, от его головы исходят лучи света. У его ног открытый Ковчег Завета, в нём Скрижали Завета и сосуд с манной. 
Слева коленопреклонённому Иисусу Навину вручают жезл власти и провозглашают его преемником Моисея. Третий человек слева, брюнет в синем, смотрящий на зрителя, это автопортрет Луки Синьорелли. На заднем плане слева изображено тело Моисея, окружённое скорбящими евреями. 